# Syllis parturiens
Syllis parturiens är en ringmaskart som beskrevs av William Aitcheson Haswell 1920. Syllis parturiens ingår i släktet Syllis och familjen Syllidae. Inga underarter finns listade i Catalogue of Life.